# Lunca Apei, Satu Mare
Lunca Apei (maghiară Lanka) este un sat în comuna Apa din județul Satu Mare, Transilvania, România.

 Acest articol despre o localitate din județul Satu Mare este deocamdată un ciot. Puteți ajuta Wikipedia prin completarea lui.